# Palé (Guinée)
Pour les articles homonymes, voir Palé.
Palé est une ville de Guinée et une sous-préfecture de la préfecture de Nzérékoré.